# Górzno
Górzno (deutsch Gorzno,  früher Gurzno, auch Gurszno,  1942–45 Görzberg) ist eine Stadt im Powiat Brodnicki der Woiwodschaft Kujawien-Pommern in Polen. Sie ist Sitz der gleichnamigen Stadt-und-Land-Gemeinde mit etwa 4000 Einwohnern.

## Geographische Lage
Die Stadt liegt im ehemaligen Westpreußen  am westlichen Rand des Landschaftsparks Górznieńsko-Lidzbarski Park Krajobrazowy an zwei Seen, etwa 70 Kilometer ostnordöstlich vom Toruń (Thorn). 

## Geschichte

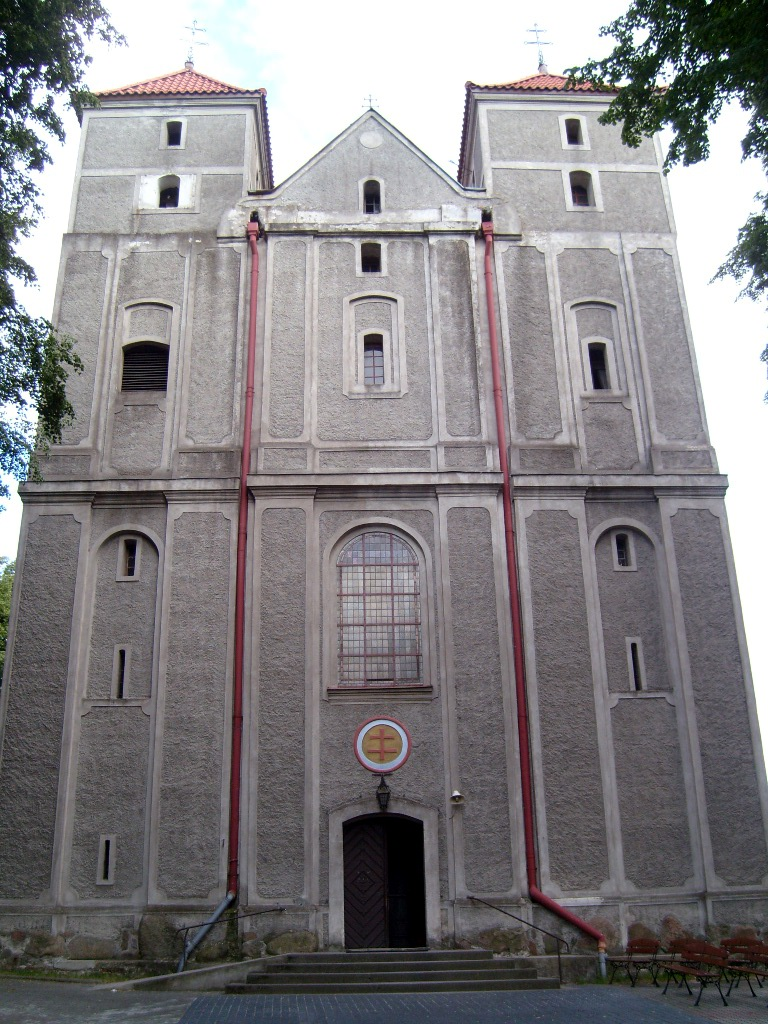
Stadtkirche

Logo des Landschaftsschutzparks

Die erste urkundliche Erwähnung des heutigen Gorzno stammt aus dem Jahr 1239. 1327 erhielt der Ort Stadtrecht nach Kulmer Recht. Ende des 13. Jahrhunderts kam die Stadt an den Deutschen Orden. Nach dem Frieden von Kalisch 1343 kam Górzno zurück an Polen und war 1376 bis 1391 ein Lehen von Herzog Wladislaus II. von Oppeln, welcher es wiederum an den Deutschen Orden verpfändete. 1411 kam die Stadt dann wieder an Polen. 1385 oder 1375 wurde das Stadtrecht bestätigt.
1443 wütete ein Brand in der Stadt, welchem auch die Kirche zum Opfer fiel.
Nach dem Dreizehnjährigen Krieg gehörte Gorzno zum Preußen Königlichen Anteils, also der polnischen Krone. 1520 erhielt Gorzno von Sigismund I. das Recht, drei Jahrmärkte im Jahr sowie jeden Donnerstag einen Wochenmarkt abzuhalten. 
Während des Schwedisch-Polnischen Krieges 1600–1629  fand am 12. Februar 1629  die Schlacht bei Gorzno zwischen einem schwedischen Heer unter Hermann von Wrangel und einem polnischen Heer unter Stanisław „Rewera“ Potocki statt, in der die schwedischen Invasoren siegten. Dabei wurde die Stadt zerstört, der Wiederaufbau dauerte bis 1640, dabei wurde auch die Kirche wieder errichtet. Beim folgenden Großen Nordischen Krieg 1700–1721 wurde Gorzno abwechselnd von schwedischen, sächsischen, russischen und polnischen Truppen besetzt. Die Bürger der Stadt mussten polnischen Truppen wie fremden Besatzern Kontributionen leisten, und es kam durch die Soldaten zu Zerstörungen in der Stadt. Die zerstörte Kirche der Heiligen Anna wurde 1712 wieder errichtet, aber schon 1728 bei einem großen Brand erneut zerstört. 
Im Rahmen der ersten polnischen Teilung 1772 wurde die Stadt wieder Teil Preußens. Am 20. Juli 1773 brannten große Teile der Stadt nieder. Auf Grund der starken Zerstörung verlor der Ort sein Stadtrecht. Bei der Bildung des Herzogtums Warschau 1807 während der Franzosenzeit kam Gorzno zu diesem: bei der Auflösung des Herzogtums kehrte der Ort zu Preußen zurück.
1833  erhielt Gorzno erneut das Stadtrecht. 1849 wurde eine Synagoge eröffnet. Die katholische Schule der Stadt verzeichnete 1867 insgesamt 200 Schüler. 1875 wurde die Stadtschule Gorzno eröffnet. 1889 wurde ein neues Schulgebäude errichtet, in welchem bis 1995 unterrichtet werden sollte. Am Anfang des 20. Jahrhunderts hatte Gorzno eine evangelische Kirche und eine katholische Kirche und lag in der Nähe der Grenze zum Russischen Reich.
Bis 1920 gehörte Gorzno zum Kreis Strasburg in Westpreußen im Regierungsbezirk Marienwerder der Provinz Westpreußen des Deutschen Reichs.
Im Verlauf des Ersten Weltkrieges wurde die Stadt am 24. August 1914 von der russischen Armee eingenommen. Während des gesamten Krieges war die Stadt stets unweit der Deutsch-Russischen Front. Nach Kriegsende kam Górzno, das auch während der Zugehörigkeit zum Deutschen Reich immer mehrheitlich von Polen bewohnt gewesen war, aufgrund des Friedensvertrags von Versailles im Jahr 1920 an die Zweite Polnische Republik.
Nach dem deutschen Überfall auf Polen wurde die Stadt Gorzno am 9. September 1939 vom Großdeutschen Reich annektiert und gehörte bis 1945 zum Kreis Strasburg in Westpreußen im Reichsgau Danzig-Westpreußen.
Gegen Ende des Zweiten Weltkriegs wurde das Kreisgebiet am  21. Januar 1945 von Rotarmisten der 65. Armee der Weißrussischen Front eingenommen. 

### Demographie
| Jahr | Einwohner | Anmerkungen                                        |
| ---- | --------- | -------------------------------------------------- |
| 1772 | 0629      |                                                    |
| 1802 | 0817      | [ 5 ]                                              |
| 1816 | 0937      | davon 33 Evangelische, 882 Katholiken und 22 Juden |
| 1821 | 1144      | [ 5 ]                                              |
| 1831 | 0976      | größtenteils Polen                                 |
| 1864 | 1533      | davon 464 Evangelische und 1069 Katholiken         |
| 1885 | 1799      | [ 8 ]                                              |
| 1900 | 1653      | meist Katholiken                                   |
| 1910 | 1654      | davon 1486 Polen und 23 Juden                      |
| 1921 | 1664      | davon 1647 Polen                                   |

| Jahr | Einwohner | Anmerkungen     |
| ---- | --------- | --------------- |
| 1945 | 1697      | am 6. Dezember  |
| 2006 | 1358      | am 31. Dezember |

## Gemeinde
Zur Stadt-und-Land-Gemeinde (gmina miejsko-wiejska) Górzno gehören die Stadt und acht Dörfer mit Schulzenämtern.